# Moreirense FC
Moreirense FC – portugalski klub piłkarski z siedzibą w Moreira de Cónegos, części miasta Guimarães.

## Historia
Moreirense Futebol Clube został założony w 1938. Do 1995, kiedy to Moreirense awansowało do Liga de Honra, występowało ono w niższych klasach rozgrywkowych. W 2002 klub po raz pierwszy w historii awansował do Primeira Liga.
W portugalskiej ekstraklasie Moreirense występowało przez trzy sezony do 2005. W 2006 nastąpiła kolejna degradacja, kiedy to klub spadł do II Divisão. Do Liga de Honra Moreirense wróciło w 2010; wiosną 2012 klub wywalczył awans do portugalskiej ekstraklasy, zajmując 2. miejsce.
W 2013 roku zajmując 15. pozycję w lidze Moreirense ponownie spadło Liga de Honra, by rok później powrócić do najwyższej klasy rozgrywkowej, w której występowało w latach 2014–2022. Wówczas na rok spadła na drugi poziom rozgrywkowy. Od sezonu 2023/24 ponownie występować będzie w Primeirze Lidze. Największym jak dotąd sukcesem ekipy Moreirense jest zdobycie Pucharu Ligi Portugalskiej 2017. W finale tych rozgrywek zwyciężyli oni drużynę Sportingu Braga.
Obecnie trenerem drużyny jest Manuel Machado.

## Sukcesy
- 14 sezonów w Primeira Liga: 2002-2005, 2012-2013, 2014-2022, 2023-.
- 10 sezonów na II szczeblu rozgrywkowym: 1995-2000, 2001-2002, 2005-2006, 2010-2011, 2013-2014, 2023-2024.
- Puchar Ligi Portugalskiej: 2017[3]

## Obecny skład
Stan na 13 lipca 2024
| Nr | Poz. | Piłkarz          |
| -- | ---- | ---------------- |
| 2  | OB   | Fabiano          |
| 3  | OB   | Carlos Henrique  |
| 5  | PO   | Sidnei Tavares   |
| 6  | PO   | Ismael           |
| 8  | PO   | André Castro     |
| 9  | NA   | Luís Asué        |
| 10 | NA   | Jeremy Antonisse |
| 11 | PO   | Alan             |
| 14 | OB   | Carlos Ponck     |
| 16 | BR   | Mika             |
| 20 | PO   | Benny            |
| 22 | BR   | Caio Secco       |

| Nr | Poz. | Piłkarz             |
| -- | ---- | ------------------- |
| 23 | OB   | Godfried Frimpong   |
| 26 | OB   | Maracás             |
| 28 | NA   | Hernâni             |
| 29 | PO   | Guilherme Liberato  |
| 31 | NA   | Madson              |
| 40 | BR   | Kewin               |
| 44 | OB   | Marcelo             |
| 45 | PO   | Miguel Rebelo       |
| 66 | OB   | Gilberto Batista    |
| 76 | OB   | Dinis Pinto         |
| 80 | PO   | Lawrence Ofori      |
| 95 | NA   | Guilherme Schettine |

## Znani piłkarze w klubie
| - Alexandre Martins Costa - Delfim Teixeira - Ricardo Ribeiro Fernandes - Nuno Claro - João Palhinha - Antônio Rinaldo Gonçalves - Nei | - Armand Ossey - Henri Antchouet - João Ricardo - Lito - Clément Beaud - Jonathan Bru |

## Trenerzy
- Jorge Jesus (2004-2005)

## Sezony wPrimeira Liga
| Sezon   | Uzyskane Miejsce |
| ------- | ---------------- |
| 2002/03 | 12               |
| 2003/04 | 9                |
| 2004/05 | 16 (spadek)      |
| 2012/13 | 15 (spadek)      |
| 2014/15 | 11               |
| 2015/16 | 12               |
| 2016/17 | 15               |
| 2017/18 | 14               |
| 2018/19 | 6                |
| 2019/20 | 8                |
| 2020/21 | 8                |
| 2021/22 | 16 (spadek)      |
| 2023/24 | 6                |

Źródło: